# 福勝寺 (海南市)
福勝寺（ふくしょうじ）は、和歌山県海南市にある高野山真言宗の寺院。山号は岩屋山。院号は金剛寿院。本尊は千手千眼観世音菩薩。

## 文化財

### 重要文化財
建造物
- 本堂・鐘楼
- 求聞寺堂

### 県指定文化財
記念物
- 境内（熊野参詣道紀伊路）

### 市指定文化財

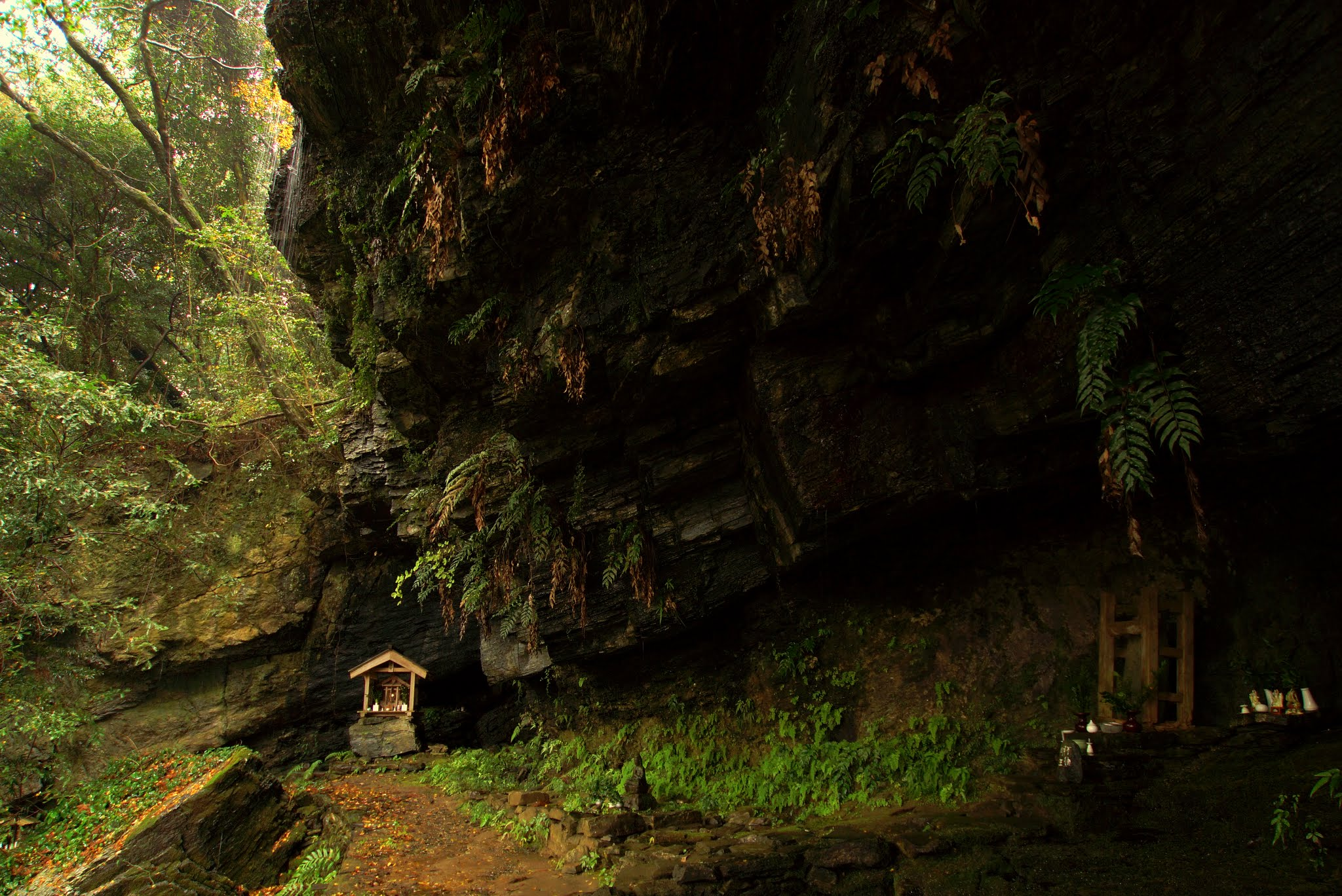
裏見の滝、左上から水が垂れているが量は非常に少ない

文化財
- 名勝 裏見の滝
- 五輪石塔
- 自然石板碑

## 所在地
〒649-0144 和歌山県海南市橘本1065

## 交通アクセス
- 加茂郷駅からタクシーで15分
- 阪和自動車道下津ICから車で5分